# Jón Gnarr
Jón Gnarr (født 2. januar 1967 i Reykjavík som Jón Gunnar Kristinsson) er en islandsk komiker, skuespiller, forfatter og politiker. Han dannede protestpartiet Det Bedste Parti (Besti Flokkurín) i 2009, og blev valgt til Reykjavíks borgmester for perioden 2010–14, efter at partiet blev størst med 34,7 % af stemmene ved kommunalvalget i 2010.
I dag arbejder Gnarr for en islandsk tv-station.

## Personligt liv og familie
Jón Gnarr er gift med Jóhanna Jóhannsdóttir, som han har fem børn med.